# Пастрана, Трэвис
Трэ́вис А́лан Пастра́на (англ. Travis Alan Pastrana; род. 8 октября 1983, Аннаполис, США) — один из самых титулованных участников соревнований по мотокроссу, суперкроссу, мотофристайлу и ралли. Он считается основателем мотофристайла.

## Биография
Трэвис родился в семье пуэрториканца Роберта Пастрана, поэтому Трэвис начал выступать на международных соревнованиях именно за эту страну. 27 февраля 2008 года Ассоциация Мотоциклистов Пуэрто-Рико выдала ему лицензию представлять на соревнованиях острова. После этого такую же лицензию Трэвис получил и от Сообщества Мотоциклистов Латинской Америки, но уже с разрешением представлять всю Латинскую Америку.
Трэвис Алан Пастрана на международных соревнованиях впервые выступил 15 марта 2008 года на чемпионате Latin American Supercross Championships, проходившем в Коста-Рике. В квалификации он обогнал мексиканца Эрика Валлейо, а в основных соревнованиях финишировал третьим после Роберто Кастро и Эрика Валлейо.
31 декабря 2009 года Пастрана совершил прыжок длиной 82 метра с пирса Пайн-Авеню в Лонг-Бич на плавучую баржу. На скорости 147 километров в час на своем гоночном автомобиле Subaru Impreza STI он успешно поставил новый рекорд, который почти на 30,5 метра превысил предыдущий рекорд в 51,1 метра, установленный не менее знаменитым автогонщиком Кеном Блоком. Но самый знаменитый его подвиг — это двойной бекфлип на соревнованиях X-GAMES летом в 2006 году, он был первым человеком кто сделал это на соревнованиях, Тони Хоук заснял этот момент на телефон.

## Личная жизнь
4 июня 2011 года во время живого выступления Nitro Circus, он сделал предложение Линдси "Lyn-Z" Адамс Хокинс, профессиональной скейтбордистке. 29 октября 2011 года Хокинс и Пастрана поженились. 2 сентября 2013 года у них родилась дочь Эдди Рут Пастрана. 9 февраля 2015 года родилась их вторая дочь Бристоль Мёрфи Пастрана.

## Прочие факты
Свыше 60 переломов и травм.
Самый титулованный участник X Games в дисциплине "Мотофристайл".
Большую известность Трэвису принесло шоу Реактивные клоуны ("Nitro Circus"), одним из создателей и главных героев которого он является. В России шоу транслировалось каналом MTV Россия с 7 сентября 2009 года по 6 июня 2010 года.
Очень хороший пловец.
Исполнил несколько сотен прыжков с парашютом, один раз даже без него в телешоу Nitro Circus.
Любит такие рок группы как Linkin Park и Mötley Crüe.
В 2004 году компанией Left Field Productions была выпущена компьютерная игра MTX Mototrax.
Был упомянут в DiRT 2, центральной персоной которой является Трэвис. Также в одной из ключевых локаций игры воссоздан его дом с прилегающей к нему территорией.
Был замечен в клипе группы Puddle Of Mudd на песню Spaceship.
Выступает на мотоциклах фирмы Suzuki. Все его мотоциклы и автомобили помечены счастливым номером 199.

## Примечание
1. ↑  Трэвис Пастрана. Дата обращения: 10 февраля 2010. Архивировано 24 июля 2010 года.
2. ↑  О мотофристайле. Дата обращения: 10 февраля 2010. Архивировано 13 ноября 2010 года.
3. ↑  Новый рекорд Трэвиса Пастрана. Дата обращения: 23 июля 2022. Архивировано 24 июля 2010 года.